# Lista de parques estaduais de Nova York

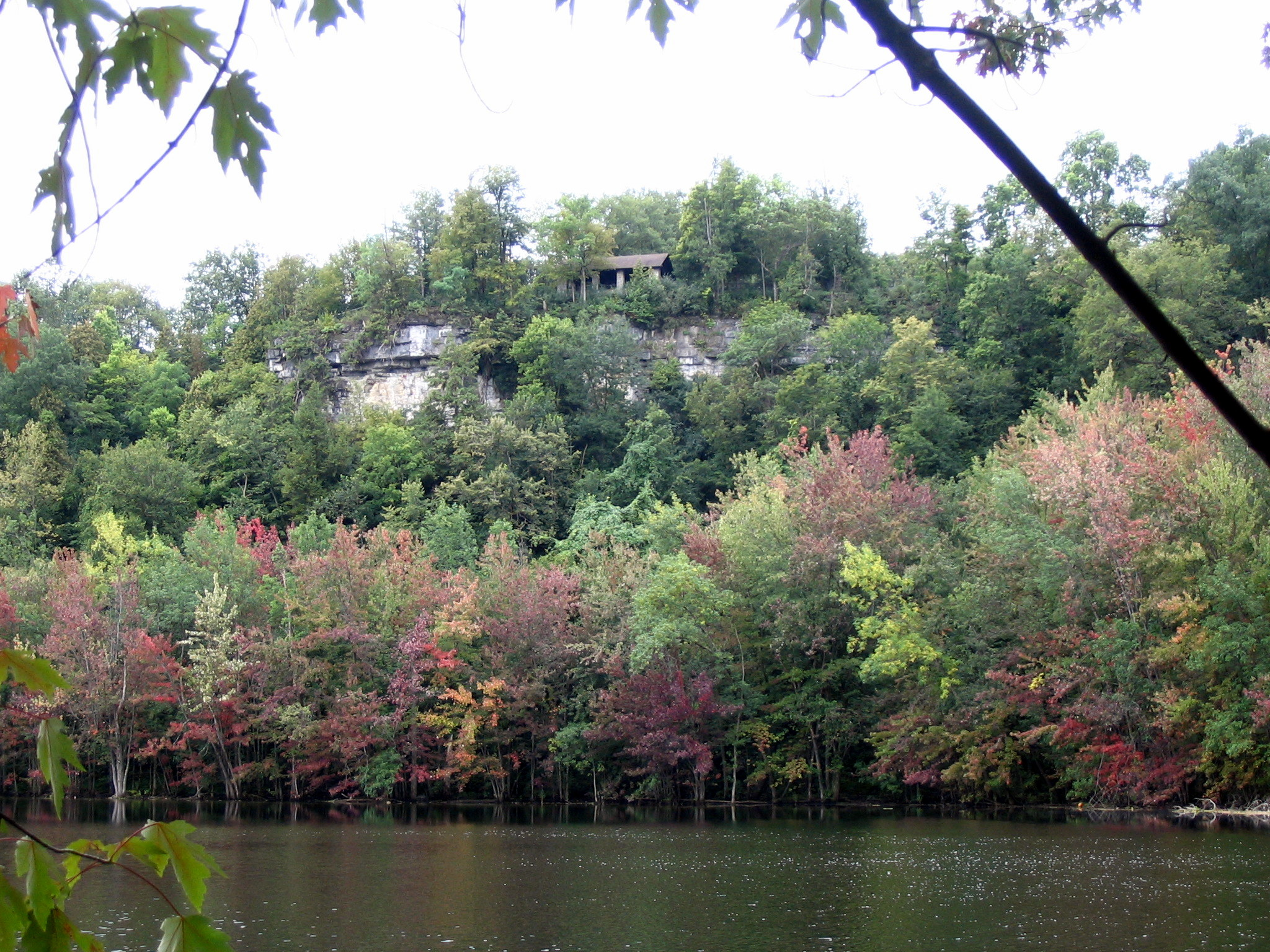
Clarke Reservation

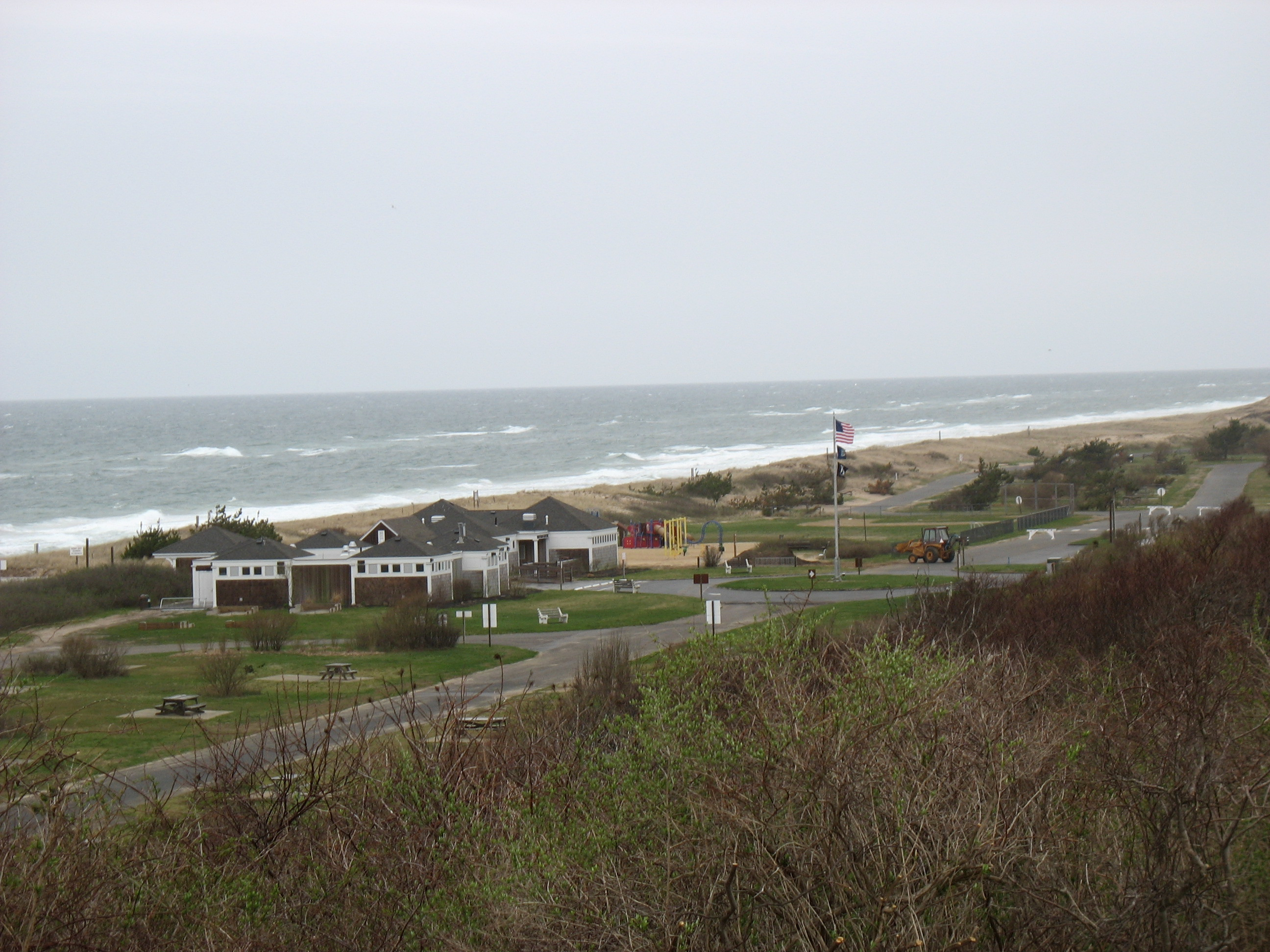
Hither Hills

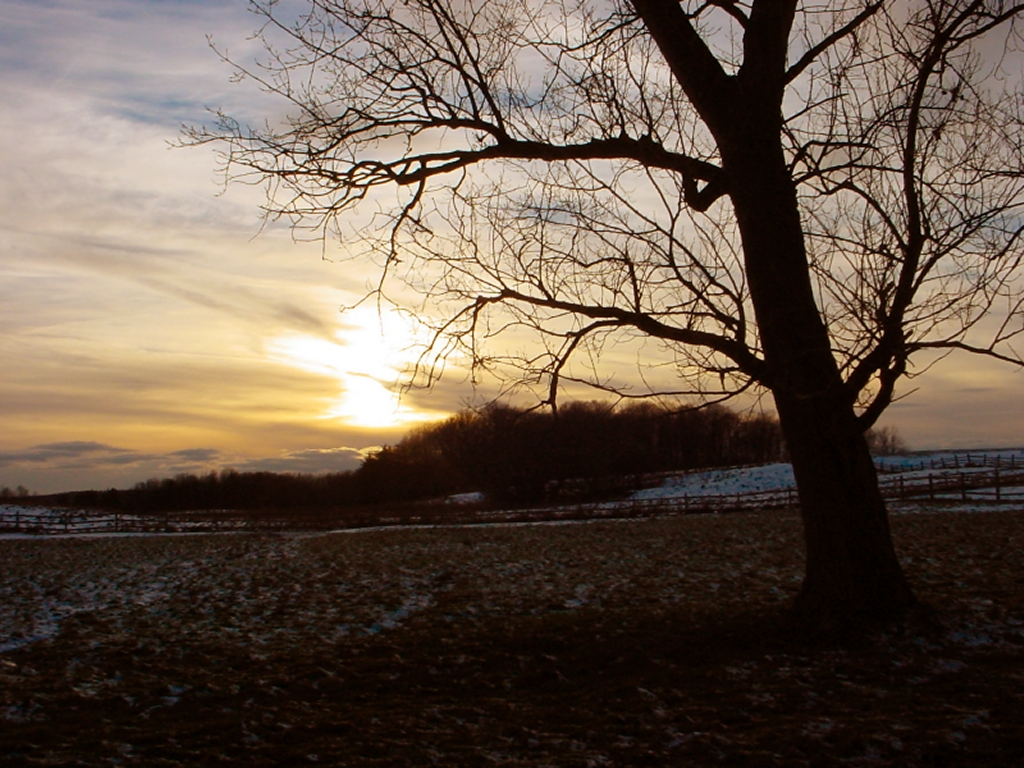
Knowx Farm

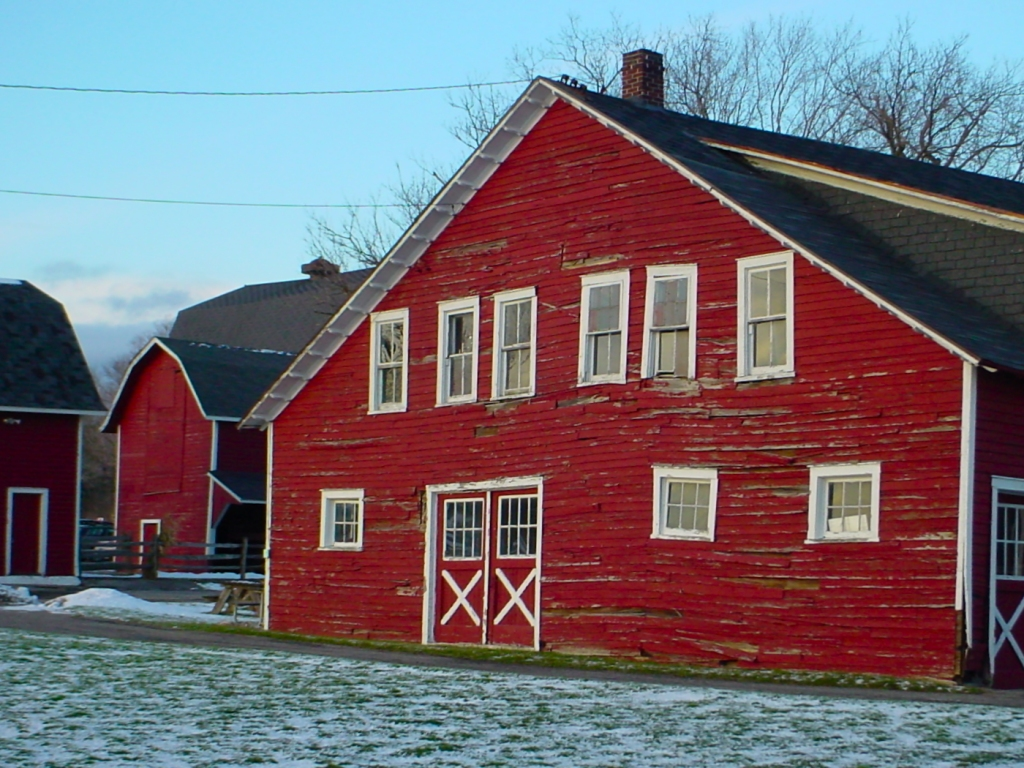
Knowx Farm

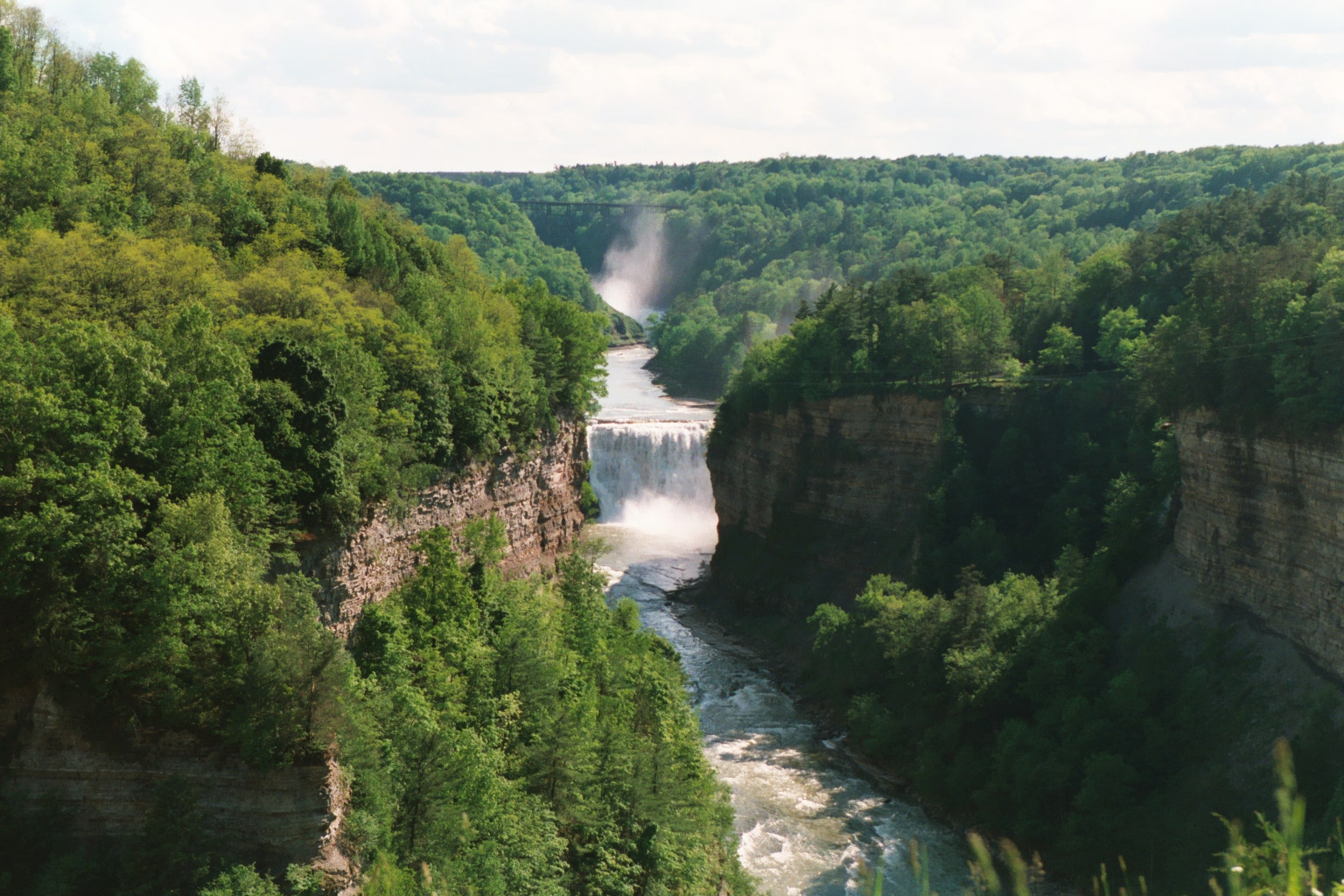
Letchworth

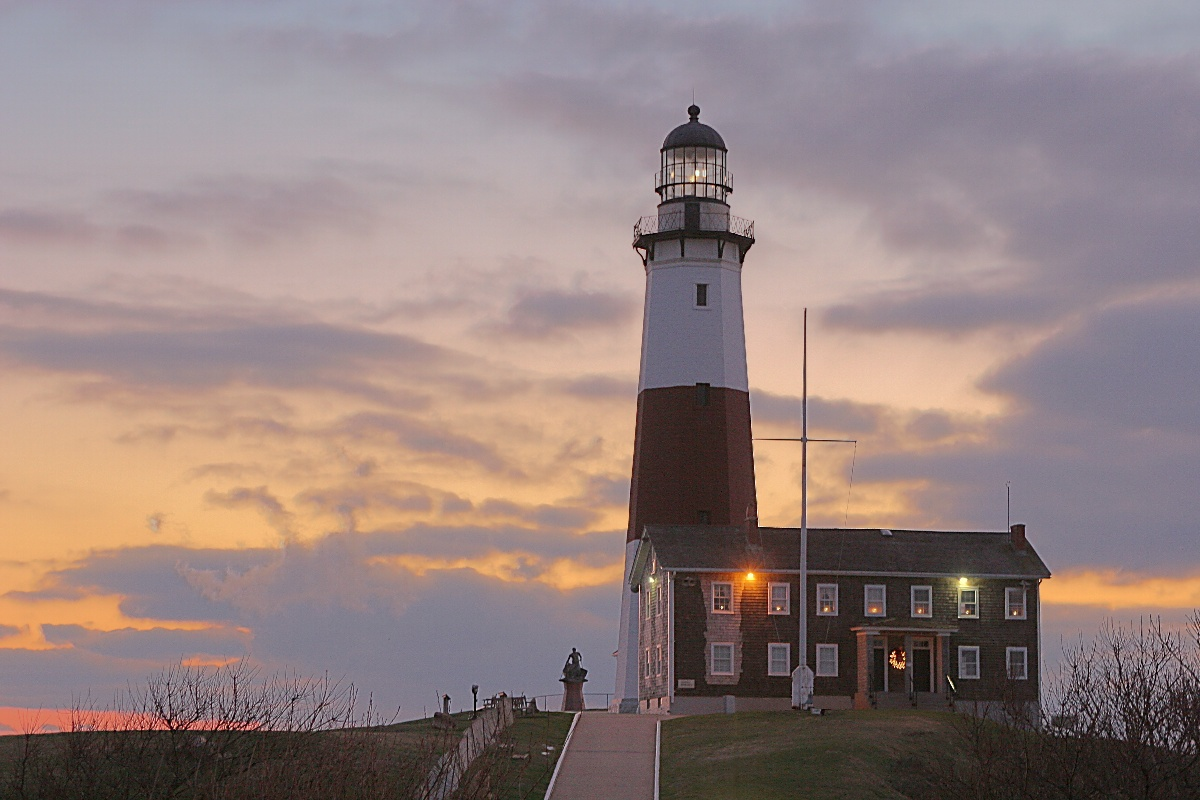
Montauk Point

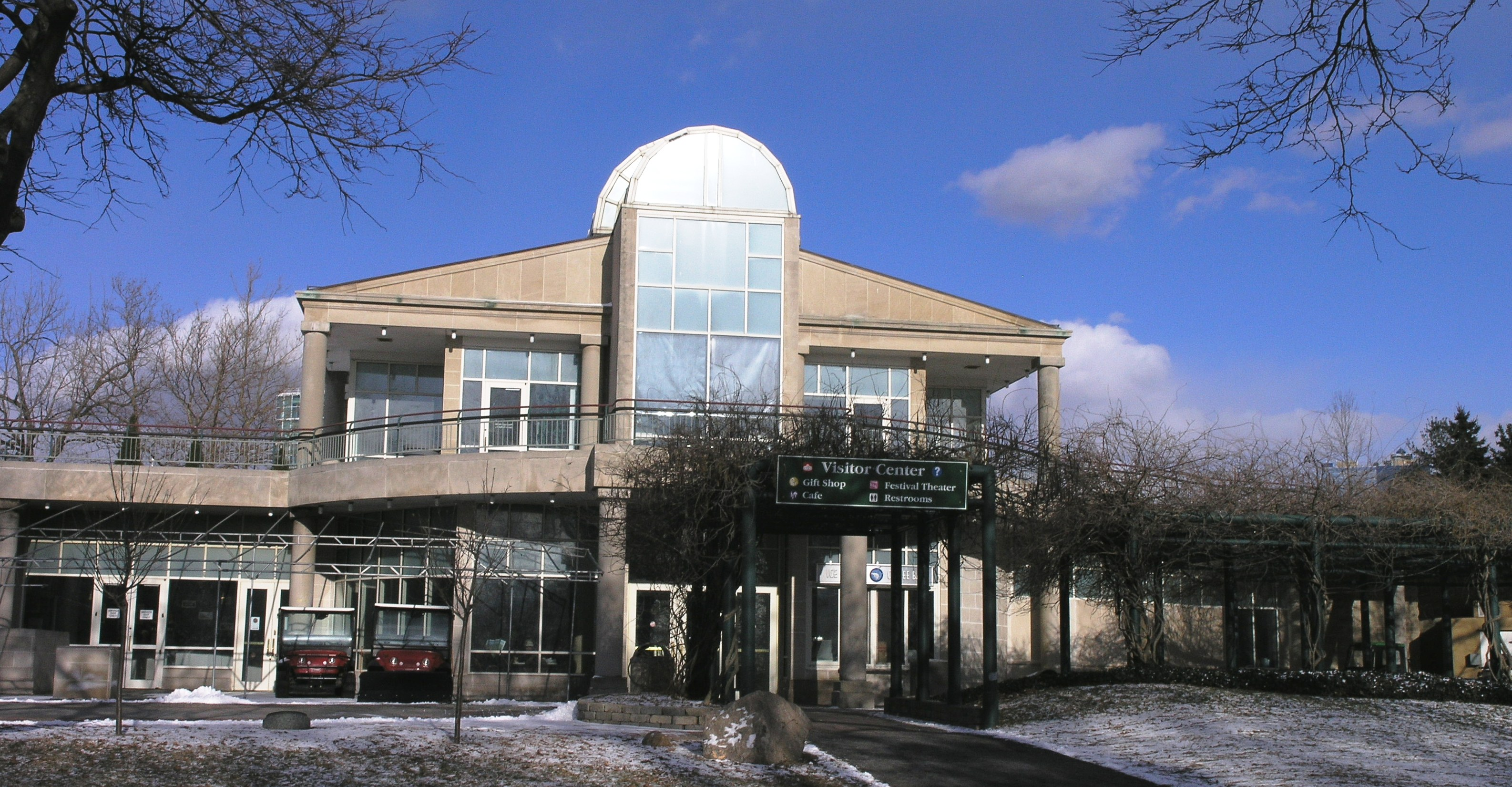
Niagara Falls

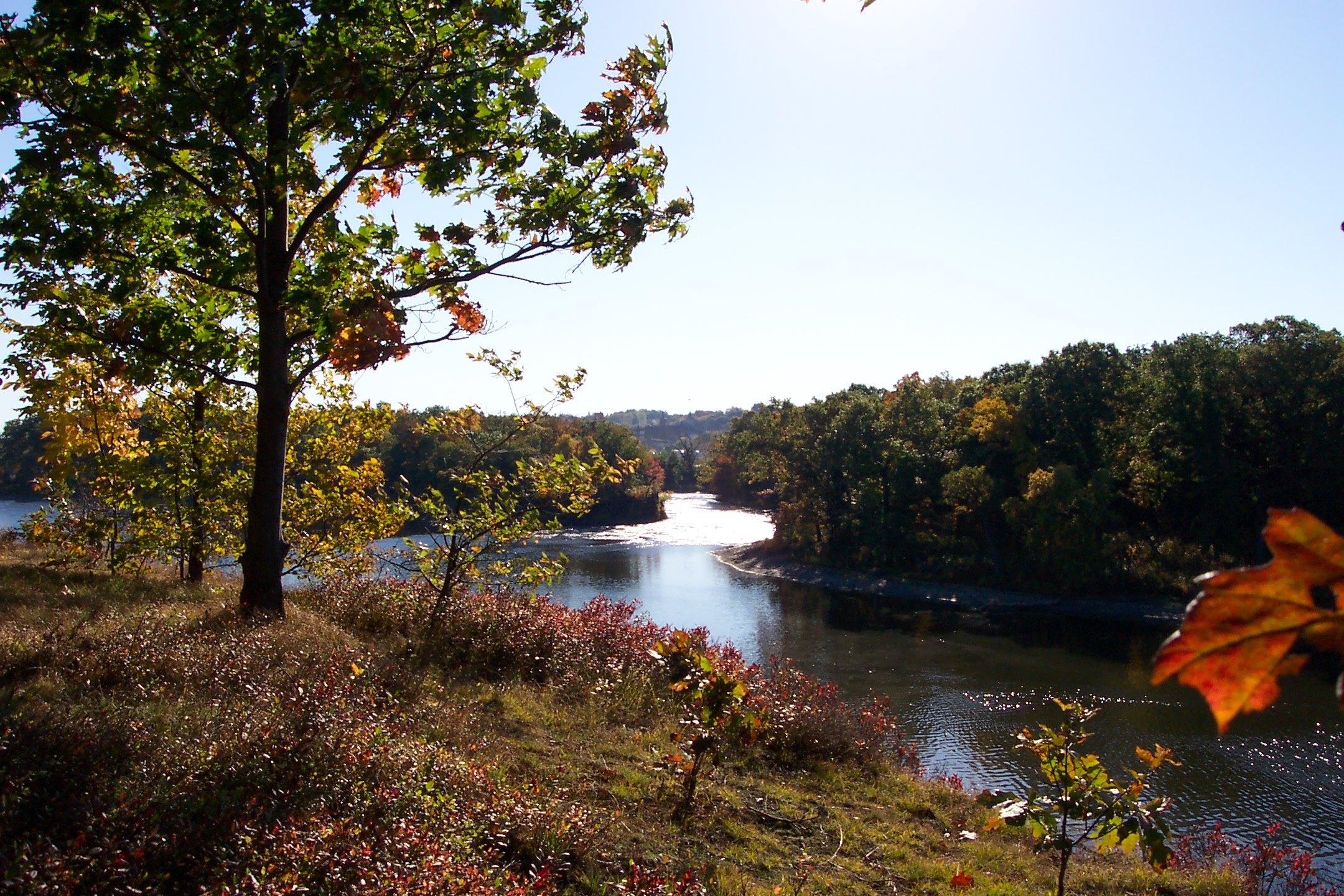
Peebles Island

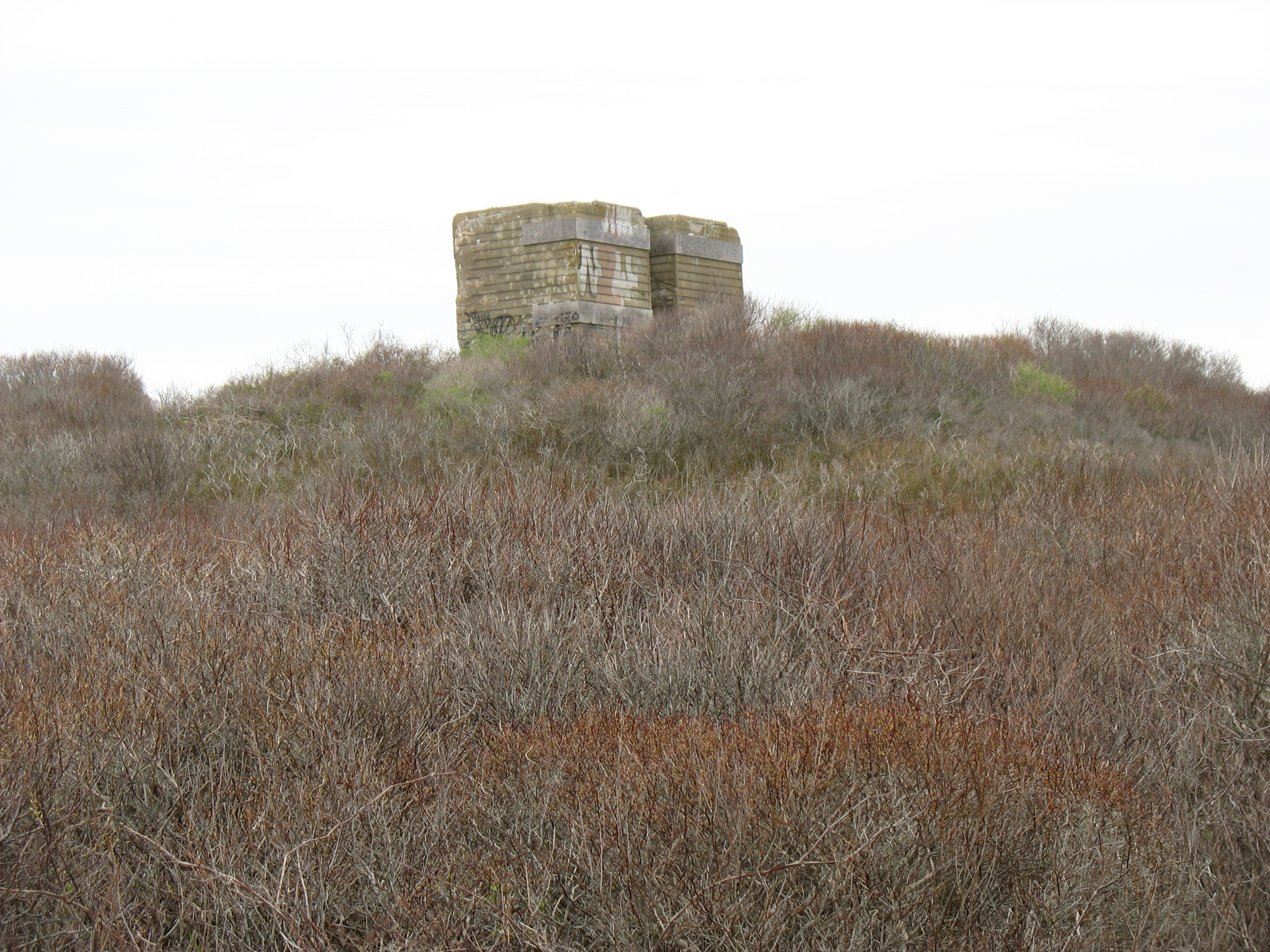
Shadmoor

Essa é uma lista dos parques estaduais de Nova York, Estados Unidos.

## Parques Estaduais
- Parque Estadual de Adirondack
- Parque Estadual Marítimo de Allan H. Treman
- Parque Estadual de Allegany
- Parque Estadual de Amherst
- Parque Estadual de Battle Island
- Parque Estadual de Bayard Cutting Arboretum
- Parque Estadual de Bayswater Point
- Parque Estadual de Bear Mountain
- Parque Estadual de Beaver Island
- Parque Estadual de Beechwood
- Parque Estadual de Belmont Lake
- Parque Estadual de Bethpage
- Parque Estadual de Betty & Wilbur Davis
- Marina de Big Six Mile Creek
- Parque Estadual de Blauvelt
- Parque Estadual de Braddock Bay
- Parque Estadual de Bowman Lake
- Parque Estadual de Brentwood
- Parque Estadual de Bristol Beach
- Parque Estadual de Brookhaven
- Parque Estadual de Buckhorn Island
- Parque Estadual da marina de Buffalo Harbor
- Parque Estadual de Burnham Point
- Parque Estadual de Buttermilk Falls
- Parque Estadual de Caleb Smith
- Parque Estadual de Camp Hero
- Parque Estadual Marítimo de Canandaigua Lake
- Parque Estadual de Canoe-Picnic Point
- Parque Estadual de Captree
- Parque Estadual de Catskill
- Parque Estadual de Cayuga Lake
- Parque Estadual de Cedar Island
- Parque Estadual de Cedar Point
- Parque Estadual de Chenango Valley
- Parque Estadual de Cherry Plain
- Parque Estadual de Chimney Bluffs
- Parque Estadual de Chittenango Falls
- Parque Estadual de Clarence Fahnestock
- Parque Estadual de Clark Reservation
- Parque Estadual de Clay Pit Ponds
- Parque Estadual de Cold Spring Harbor
- Parque Estadual de Coles Creek
- Parque Estadual de Conesus Lake Boat Launch
- Parque Estadual de Connetquot River
- Parque Estadual de Crab Island
- Parque Estadual de Croil Island
- Parque Estadual de Cumberland Bay
- Parque Estadual de Darien Lakes
- Parque Estadual de Dean's Cove Boat Launch
- Parque Estadual de Delta Lake
- Parque Estadual de De Veaux Woods
- Parque Estadual de Devil's Hole
- Parque Estadual de Dewolf Point
- Parque Estadual de Donald J. Trump
- Parque Estadual de Earl W. Brydges Artpark
- Parque Estadual de Eel Weir
- Centro Natural de Emma Treadwell Thacher
- Parque Estadual de Empire-Fulton Ferry
- Parque Estadual de Evangola
- Parque Estadual de Fahnestock Winter
- Parque Estadual de Fair Haven Beach
- Parque Estadual de Fillmore Glen
- Parque Estadual de Fort Niagara
- Parque Estadual de Four Mile Creek
- Parque Estadual de Franklin D. Roosevelt
- Parque Estadual de Frenchman Island
- Parque Estadual de Galop Island
- Parque Estadual de Gantry Plaza
- Parque Estadual de Gilbert Lake
- Parque Estadual de Gilgo
- Parque Estadual de Glimmerglass
- Parque Estadual de Golden Hill
- Parque Estadual de Goosepond Mountain
- Parque Estadual de Grafton Lakes
- Parque Estadual de Grass Point
- Parque Estadual de Green Lakes
- Parque Estadual de Hamlin Beach
- Área de Recreação Estadual de Harriet Hollister Spencer
- Parque Estadual de Harriman
- Parque Estadual de Haverstraw Beach
- Parque Estadual de Heckscher
- Parque Estadual de Hempstead Lake
- Parque Estadual de High Tor
- Parque Estadual de Highland Lakes
- Parque Estadual de Higley Flow
- Parque Estadual de Hither Hills
- Parque Estadual de Honeoye Lake Boat Launch
- Parque Estadual de Hook Mountain
- Parque Estadual de Hudson Highlands
- Parque Estadual de Hudson River Islands
- Parque Estadual de Hudson River Park
- Parque Estadual de Hunt's Pond
- Parque Estadual de Iona Island
- Parque Estadual Marítimo de Irondequoit Bay
- Parque Estadual de Jacques Cartier
- Parque Estadual de James Baird
- Parque Estadual de Jamesport
- Parque Estadual de John Boyd Thacher
- Parque Estadual de Jones Beach
- Parque Estadual de Joseph Davis
- Parque Estadual de Keewaydin
- Parque Estadual de Keuka Lake
- Parque Estadual de Knox Farm
- Parque Estadual de Kring Point
- Parque Estadual de Lake Erie
- Parque Estadual de Lake Superior
- Parque Estadual de Lake Taghkanic
- Parque Estadual de Lakeside Beach
- Parque Estadual de Letchworth
- Parque Estadual de État Lock 32
- Parque Estadual de Lodi Point
- Centro Interpretativo Ambiental de Long Island
- Parque Estadual de Long Point - Finger Lakes
- Parque Estadual de Long Point - Thousand Islands
- Parque Estadual de Long Point on Lake Chautauqua
- Parque Estadual de Macomb Reservation
- Parque Estadual de Margaret Lewis Norrie
- Parque Estadual de Mary Island
- Parque Estadual de Max V. Shaul
- Parque Estadual Marítimo de Mexico Point
- Parque Estadual de Mine Kill
- Parque Estadual de Minnewaska
- Parque Estadual de Montauk Downs
- Parque Estadual de Montauk Point
- Parque Estadual de Moreau Lake
- Parque Estadual de Napeague
- Parque Estadual de Niagara Falls
- Parque Estadual de Nissequogue River
- Parque Estadual de Nyack Beach
- Parque Estadual Marítimo de Oak Orchard
- Parque Estadual de Ogden Mills & Ruth Livingston Mills
- Parque Estadual de Oquaga Creek
- Parque Estadual de Orient Beach
- Parque Estadual de Peebles Island
- Parque Estadual de Pixley Falls
- Parque Estadual Point da Rocha
- Parque Estadual de Reservoir
- Parque Estadual de Riverbank
- Parque Estadual de Robert G. Wehle
- Parque Estadual de Robert H. Treman
- Parque Estadual de Robert Moses - Long Island
- Parque Estadual de Robert Moses - Thousand Islands
- Parque Estadual de Roberto Clemente
- Parque Estadual de Rockefeller
- Parque Estadual de Rockland Lake
- Parque Estadual de Sampson
- Parque Estadual de Sandy Island Beach
- Parque Estadual de Saratoga Lake State Boat Launch
- Parque Estadual de Saratoga Spa
- Parque Estadual de Schodack Island
- Parque Estadual de Schunemunk Mountain
- Parque Estadual de Selkirk Shores
- Parque Estadual de Seneca Lake
- Parque Estadual de Shadmoor
- Centro Natural de Shaver Pond
- Parque Estadual de Silver Lake (Nova York)
- Parque Estadual de Southwick Beach
- State Park at the Fair
- Parque Estadual de Sterling Forest
- Parque Estadual de Stony Brook
- Parque Estadual de Storm King
- Parque Estadual de Sunken Meadow
- Centro Educativo do Exterior de Taconic
- Parque Estadual de Taconic - Copake Falls Area
- Parque Estadual de Taconic - Rudd Pond Area
- Parque Estadual de Tallman Mountain
- Parque Estadual de Taughannock Falls
- Parque Estadual de Jones Beach
- Parque Estadual de Thompson's Lake
- Parque Estadual de Tioga
- Parque Estadual de Trail View
- Parque Estadual de Valley Stream
- Parque Estadual de Verona Beach
- Parque Estadual de Waterson Point
- Parque Estadual de Watkins Glen
- Parque Estadual de Wellesley Island
- Parque Estadual de Westcott Beach
- Parque Estadual de Whetstone Gulf
- Parque Estadual de Whirlpool
- Parque Estadual de Wildwood
- Parque Estadual de Wilson-Tuscarora

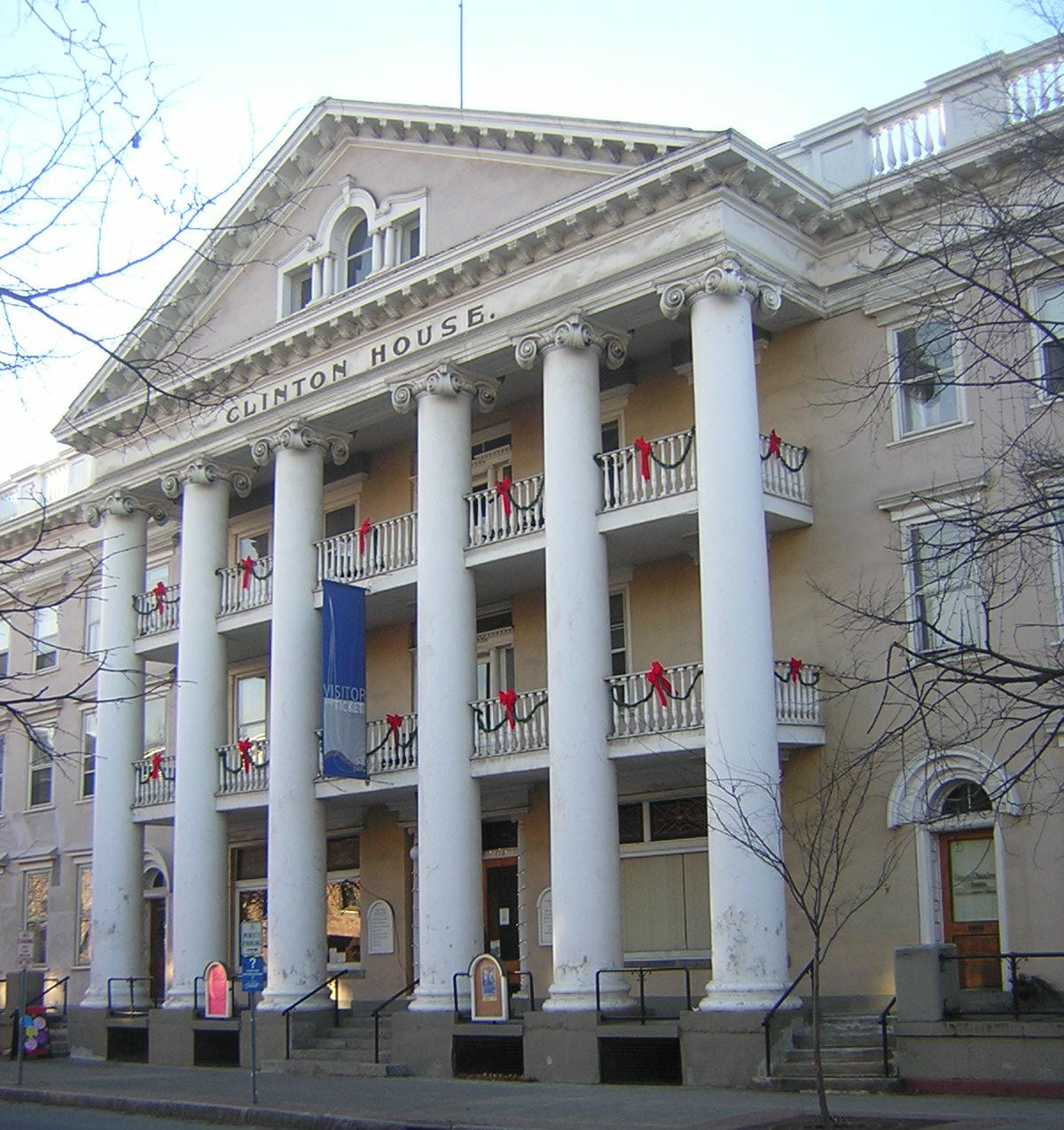
Clinton House

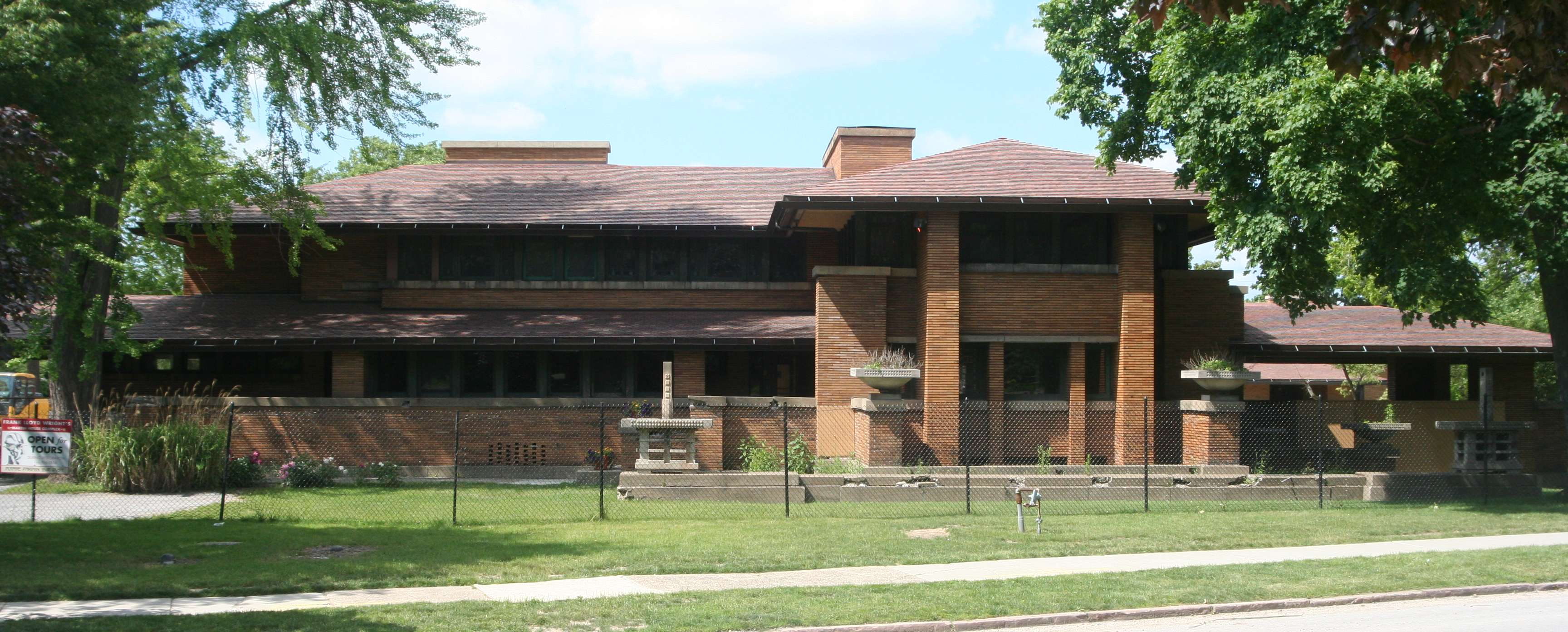
Darwin Martin House

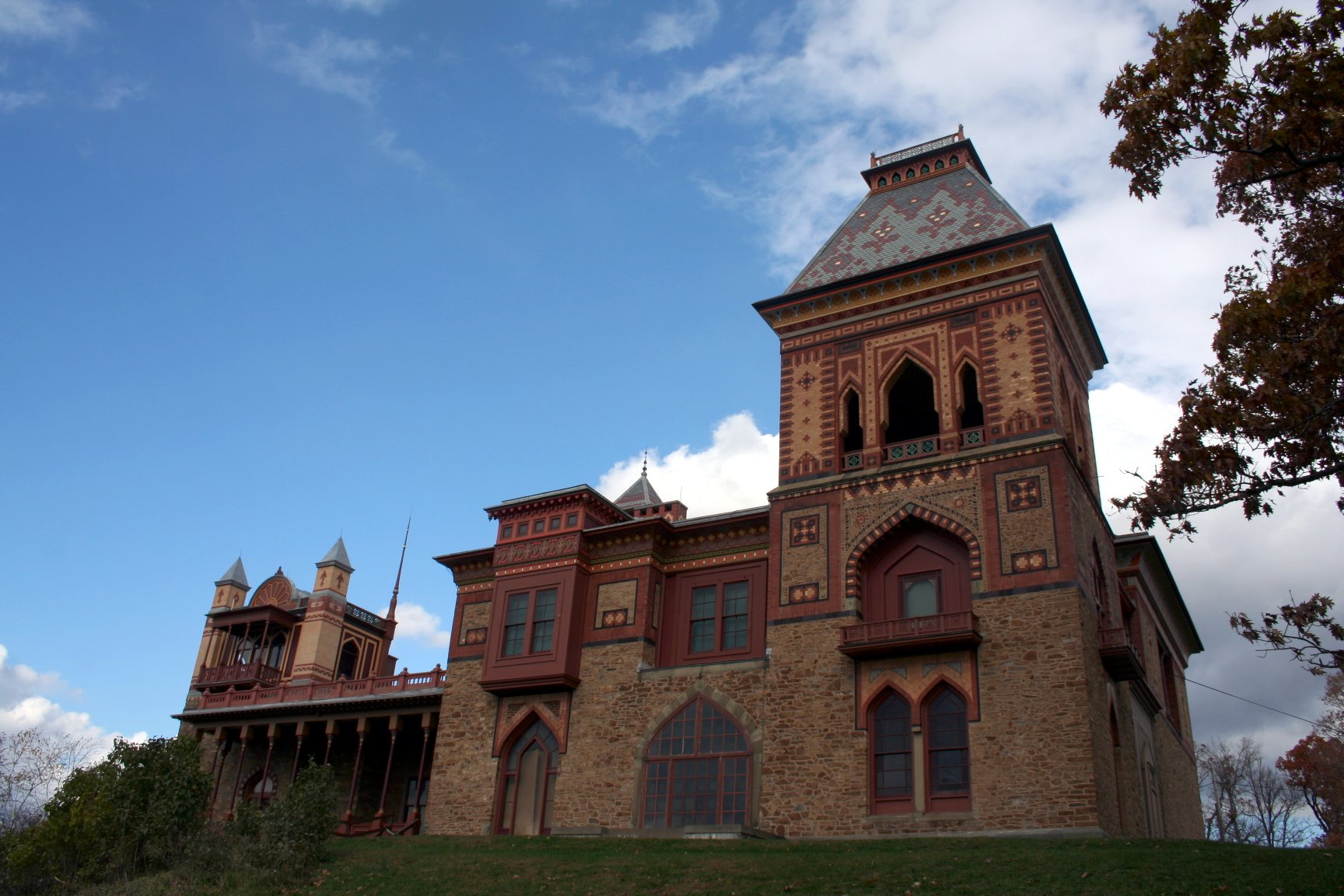
Olana

- Parque Estadual de Wonder Lake
- Parque Estadual de Woodlawn Beach

## Sítios Estaduais Históricos
- Sítio Estadual Histórico de Bennington Battlefield
- Parque Estadual Histórico de Caumsett
- Sítio Estadual Histórico de Clermont estate
- Sítio Estadual Histórico de Clinton House
- Sítio Estadual Histórico de Crailo
- Sítio Estadual Histórico de Crown Point
- Sítio Estadual Histórico de Darwin Martin House
- Sítio Estadual Histórico de Fort Montgomery
- Sítio Estadual Histórico de Fort Ontario
- Sítio Estadual Histórico de Ganondagan
- Sítio Estadual Histórico de Grant Cottage
- Sítio Estadual Histórico de Herkimer Home
- Sítio Estadual Histórico de Hyde Hall
- Sítio Estadual Histórico de John Brown Farm
- Sítio Estadual Histórico de John Burroughs Memorial
- Sítio Estadual Histórico de John Jay Homestead
- Sítio Estadual Histórico de Johnson Hall
- Sítio Estadual Histórico de Knox's Headquarters
- Sítio Estadual Histórico de Lorenzo
- Sítio Estadual Histórico de New Windsor Cantonment
- Sítio Estadual Histórico de Olana
- Sítio Estadual Histórico de Old Croton Aqueduct
- Parque Estadual Histórico de Old Erie Canal
- Sítio Estadual Histórico de Old Fort Niagara
- Sítio Estadual Histórico de Oriskany Battlefield
- Sítio Estadual Histórico de Philipse Manor Hall
- Parque Estadual Histórico de Planting Fields Arboretum
- Sítio Estadual Histórico de Sackets Harbor Battlefield
- Sítio Estadual Histórico de Schoharie Crossing
- Sítio Estadual Histórico de Schuyler Mansion
- Sítio Estadual Histórico de Senate House
- Sítio Estadual Histórico de Staatsburgh
- Sítio Estadual Histórico de Steuben Memorial
- Sítio Estadual Histórico de Stony Point Battlefield
- Sítio Estadual Histórico de Walt Whitman Birthplace
- Sítio Estadual Histórico de Washington's Headquarters

## Campos de golfe
- Parque Estadual de Bonavista
- Parc Estadual de Mark Twain
- Parque Estadual de Pinnacle
- Parque Estadual de Sag Harbor
- Parque Estadual de St. Lawrence